# The Christmas Gift from TVXQ
The Christmas Gift from TVXQ là mini album đầu tay của nhóm nhạc Hàn Quốc TVXQ, phát hành ngày 6 tháng 9 năm 2004 bởi SM Entertainment. Album bao gồm phiên bản tiếng Hàn và tiếng Anh của các bài hát giáng sinh phổ biến, trong đó có kể đến phiên bản làm lại ca khúc Magic Castle (Hangul: 마법의 성, phiên âm Latinh: Mabeopui Seong) của nhóm The Classic.
Album mang âm hưởng Giáng sinh theo hướng soạn nhạc âm thanh mộc, giao hưởng tổng hợp cùng hòa âm các giọng hát theo phong cách hợp xướng, bao gồm một phiên bản acappella Giáng sinh.
Album được phát hành chỉ sau hai tháng khi album đầu tay Tri-Angle ra mắt. Trong tháng 9 năm 2004, album bán được 68.888 bản. Tính đến năm 2012, tổng lượng bán đĩa đạt khoảng 109.000 bản.

## Danh sách bài hát
| STT | Nhan đề                                                    | Thời lượng |
| --- | ---------------------------------------------------------- | ---------- |
| 1.  | "Jesus, Joy Of Man's Desiring (Accapella Ver.)"            |            |
| 2.  | "The First Noel"                                           |            |
| 3.  | "마법의 성 (Magic Castle)"                                 |            |
| 4.  | "기도문 (Prayer)"                                          |            |
| 5.  | "글로리아 높으신 이의 탄생 (Angels We Have Heard On High)" |            |
| 6.  | "Santa Claus Is Coming To Town"                            |            |
| 7.  | "고요한밤 거룩한밤 (Silent Night Holy Night)"              |            |
| 8.  | "마법의 성 (Magic Castle)" (Instrumental)                  |            |

## Ngày phát hành
| Quốc gia | Ngày               | Định dạng       | Hãng đĩa           |
| -------- | ------------------ | --------------- | ------------------ |
| Hàn Quốc | 6 tháng 9 năm 2004 | Tải kỹ thuật số | S.M. Entertainment |
| Hàn Quốc | 7 tháng 9 năm 2004 | CD              | S.M. Entertainment |